# Дінвуд (Джорджія)
Дінвуд (англ. Deenwood) — переписна місцевість (CDP) в США, в окрузі Вер штату Джорджія. Населення — 2207 осіб (2020).

## Географія
Дінвуд розташований за координатами 31°14′49″ пн. ш. 82°21′57″ зх. д. / 31.24694° пн. ш. 82.36583° зх. д. (31.246824, -82.365724).  За даними Бюро перепису населення США в 2010 році переписна місцевість мала площу 8,76 км², з яких 8,68 км² — суходіл та 0,08 км² — водойми.

### Клімат
| Клімат : Дінвуд       | Клімат : Дінвуд | Клімат : Дінвуд | Клімат : Дінвуд | Клімат : Дінвуд | Клімат : Дінвуд | Клімат : Дінвуд | Клімат : Дінвуд | Клімат : Дінвуд | Клімат : Дінвуд | Клімат : Дінвуд | Клімат : Дінвуд | Клімат : Дінвуд | Клімат : Дінвуд |
| Показник              | Січ.            | Лют.            | Бер.            | Квіт.           | Трав.           | Черв.           | Лип.            | Серп.           | Вер.            | Жовт.           | Лист.           | Груд.           | Рік             |
| Середній максимум, °C | 15,6            | 18,9            | 21,7            | 25,6            | 28,9            | 31,7            | 32,8            | 31,7            | 30,0            | 25,6            | 21,7            | 16,7            | 25,0            |
| Середній мінімум, °C  | 3,9             | 5,6             | 8,9             | 11,7            | 15,6            | 20,0            | 20,6            | 20,6            | 18,9            | 13,9            | 8,9             | 5,0             | 12,8            |
| Норма опадів, мм      | 130             | 97              | 114             | 48              | 56              | 132             | 145             | 180             | 107             | 89              | 76              | 74              | 1250            |
| --------------------- | --------------- | --------------- | --------------- | --------------- | --------------- | --------------- | --------------- | --------------- | --------------- | --------------- | --------------- | --------------- | --------------- |
| Джерело: Weatherbase  |                 |                 |                 |                 |                 |                 |                 |                 |                 |                 |                 |                 |                 |

## Демографія
Згідно з переписом 2010 року, у переписній місцевості мешкало 2146 осіб у 843 домогосподарствах у складі 591 родини. Густота населення становила 245 осіб/км².  Було 933 помешкання (106/км²).
Расовий склад населення:
| - 81,5 % — білих - 14,4 % — чорних або афроамериканців - 1,2 % — азіатів - 0,2 % — корінних американців |

До двох чи більше рас належало 1,9 %. Частка іспаномовних становила 1,5 % від усіх жителів.
За віковим діапазоном населення розподілялося таким чином: 25,2 % — особи молодші 18 років, 60,7 % — особи у віці 18—64 років, 14,1 % — особи у віці 65 років та старші. Медіана віку мешканця становила 39,0 року. На 100 осіб жіночої статі у переписній місцевості припадало 88,9 чоловіків;  на 100 жінок у віці від 18 років та старших — 88,6 чоловіків також старших 18 років.
Середній дохід на одне домашнє господарство  становив 61 612 долари США (медіана — 43 563), а середній дохід на одну сім'ю — 68 719 доларів (медіана — 49 167). За межею бідності перебувало 16,6 % осіб, у тому числі 25,9 % дітей у віці до 18 років та 5,0 % осіб у віці 65 років та старших.
Цивільне працевлаштоване населення становило 965 осіб. Основні галузі зайнятості: освіта, охорона здоров'я та соціальна допомога — 28,7 %, роздрібна торгівля — 18,4 %, публічна адміністрація — 14,0 %.